# Wysokie (Nidzica)
Wysokie (deutsch Karlshof, 1938 bis 1945 Kleinkarlshof) ist ein unbewohnter Ort in der polnischen Woiwodschaft Ermland-Masuren und gehört zur Gmina Nidzica (Stadt- und Landgemeinde Neidenburg) im Powiat Nidzicki (Kreis Neidenburg).
Wysokie liegt im Südwesten der Woiwodschaft Ermland-Masuren, 14 Kilometer nördlich der Kreisstadt Nidzica (deutsch Neidenburg).
Karlshof bestand im Grunde lediglich aus einem großen Hof und war als Vorwerk bis 1945 ein Wohnplatz der Gemeinde Wolka (1938 bis 1945 Großkarlshof, polnisch Wólka Orłowska) im ostpreußischen Kreis Neidenburg. Im Jahre 1938 wurde Karlshof in Kleinkarlshof umbenannt.
Als 1945 in Kriegsfolge das gesamte südliche Ostpreußen an Polen fiel, erhielt Kleinkarlshof die polnische Namensform „Wysokie“. Die heutige „Osada“ (deutsch „Weiler“) ist eine unbewohnte Ortschaft, in der es derzeit auch kein Gebäude gibt. Sie gehört zur Gmina Nidzica (Stadt- und Landgemeinde Neidenburg) im Powiat Nidzicki (Kreis Neidenburg), bis 1998 der Woiwodschaft Olsztyn, seither der Woiwodschaft Ermland-Masuren zugehörig.
Kirchlich war Karlshof/Kleinkarlshof über die Muttergemeinde Wolka/Großkarlshof in die evangelische Kirche Lahna bzw. in die römisch-katholische Kirche Neidenburg eingepfarrt. Heute liegt Wysokie im Sprengel der evangelischen Heilig-Kreuz-Kirche Nidzica bzw. der Herz-Mariä-Kirche Łyna.
Erreichbar ist Wysokie über einen Landweg, der von Lipowo Kurkowskie (Lindenwalde) nach Wólka Orłowska (Wolka, 1938 bis 1945 Großkarlshof) führt.